# Championnats de France de triathlon longue distance 2020
Navigation
Édition précédente Édition suivante
Les championnats de France de triathlon longue distance 2020,  se sont déroulés à Cagnes-sur-Mer dans les Alpes-Maritimes le dimanche 27 septembre 2020.

## Résultats
Les tableaux présentent le « Top 10 » des championnats hommes et femmes, la première féminine est 19e au classement général.
| Place              | Triathlète        | Temps           |
| ------------------ | ----------------- | --------------- |
| Médaille d'or      | Mathis Margirier  | 4 h 18 min 20 s |
| Médaille d'argent  | Clément Mignon    | 4 h 21 min 47 s |
| Médaille de bronze | Dylan Magnien     | 4 h 30 min 26 s |
| 4                  | Kevin Rundstadler | 4 h 35 min 10 s |
| 5                  | William Mennesson | 4 h 35 min 48 s |
| 6                  | Thomas Navarro    | 4 h 36 min 28 s |
| 7                  | Romain Guillaume  | 4 h 38 min 23 s |
| 8                  | Erwan Jacobi      | 4 h 38 min 35 s |
| 9                  | Baptiste Neveu    | 4 h 41 min 49 s |
| 10                 | Nathan Grayel     | 4 h 47 min 15 s |

| Place              | Triathlète       | Temps           |
| ------------------ | ---------------- | --------------- |
| Médaille d'or      | Jeanne Collonge  | 5 h 2 min 58 s  |
| Médaille d'argent  | Justine Mathieux | 5 h 4 min 10 s  |
| Médaille de bronze | Julie Iemmolo    | 5 h 13 min 39 s |
| 4                  | Alexia Bailly    | 5 h 18 min 52 s |
| 5                  | Charlène Clavel  | 5 h 21 min 30 s |
| 6                  | Alizée Patiès    | 5 h 22 min 49 s |
| 7                  | Justine Guérard  | 5 h 23 min 23 s |
| 8                  | Virginie Lemay   | 5 h 24 min 20 s |
| 9                  | Carla Dahan      | 5 h 26 min 8 s  |
| 10                 | Céline Bousrez   | 5 h 45 min 55 s |